# Atheras (Ikaria)
Atheras (griechisch Αθέρας (m. sg.) auch Όρος Αθέρας (n. sg.)) ist ein Gebirge auf der griechischen Insel Ikaria.
Die Bergkette, die die in Ost-West-Richtung gestreckte Insel der Länge nach durchzieht erreicht bis zu 1.037 m. Sie teilt die Insel in die fruchtbarere und vielfach waldbewachsene Nordhälfte und die felsige, unzugänglichere Südhälfte.
In der Antike wurde das Gebirge Pramnos (Πράμνος) genannt. Es war neben Lesbos und Smyrna eines der belegten Anbaugebiete für den sogenannten pramnischen Wein, nach Athenaios vermutlich eine generische Bezeichnung für dunklen Wein guter Qualität.